# Delhi, Iowa
Delhi [ˈdɛlhaɪ] är en ort i Delaware County i Iowa. Vid 2010 års folkräkning hade Delhi 460 invånare.